# Parafia Macierzyństwa Najświętszej Maryi Panny w Garbowie
Parafia Macierzyństwa Najświętszej Maryi Panny w Garbowie-Zagrodach – parafia rzymskokatolicka, znajdująca się w archidiecezji lubelskiej, w dekanacie Garbów.

## Zasięg parafii
Do parafii należą wierni z następujących miejscowości: Cukrownia, Garbów, Przybysławice, Zagrody.